# 劉彬 (成化進士)
劉彬（1437年—？），字素彬，江西吉安府永豐縣人，民籍，明朝政治人物。進士出身。

## 生平
早年出身國子生，江西鄉試第七十二名。成化十四年（1478年）戊戌科會試第二百五十六名，殿試登進士第三第八十四名。歷官程鄉知縣、雷州府同知。

## 家族
曾祖父劉好謙。祖父劉日章。父亲劉東旭。母張氏。永感下。娶闕氏。次子劉惠，號恕斋；季子劉霖，號中山。